# Alessandro Nunes
Alessandro Nunes (São João da Boa Vista, 2 maart 1982) is een Braziliaans voetballer.